# Neopicrorhiza scrophulariiflora
Neopicrorhiza scrophulariiflora là một loài thực vật có hoa trong họ Mã đề. Loài này được (Pennell) D.Y. Hong mô tả khoa học đầu tiên năm 1984.